# 千葉市立幕張本郷中学校
千葉市立幕張本郷中学校（ちばしりつ まくはりほんごうちゅうがっこう）は、千葉県千葉市花見川区幕張本郷五丁目にある公立中学校。

## 概要
同校は1988年千葉市立幕張中学校と分離して開校した。
通学区域は幕張町の一部、幕張本郷となっている。制服はグレーのブレザー。
2000年からカウンセラールームが設置されており、スクールカウンセラーがいる。
運動部の活動は特に盛んである。
2020年2月22日、千葉市が、本校教諭が2019新型コロナウイルスに感染し、連休明けの25、26日を休校とすると発表した。

## 沿革
- 1988年
  - 4月 - 千葉市立幕張中学校と分離、開校
  - 10月 - 校旗・校歌制定
- 1997年10月 - 創立10周年記念式典
- 2000年 - カウンセラールーム完成
- 2007年10月 - 創立20周年記念式典
  - 同校卒業生である劇団ひとりがサプライズゲストとして参加した。
- 2010年4月 - 特別支援学級を新設
- 2017年10月 - 創立30周年記念式典

## 校訓 ・教育目標
校訓
自律・創造・協学
教育目標
豊かな人間性と社会性のある人間の育成

## 施設
普通・管理棟、特別棟、屋内運動場の校舎と、これらの校舎に囲まれた校庭と、
同校のそばにテニスコートやバスケットボールのゴールが設置された第2グラウンドがある。
普通・管理棟
4階建ての校舎。各学級の普通教室や職員室などの管理室などがある。
特別棟
3階建ての校舎。屋内には図書室や音楽室などの特別教室があり、屋上にはプールがある。
屋内運動場
3階建ての校舎。1階は格技場で、柔道場と剣道場がある。
2階はアリーナで、集会や体育の授業、部活動で使われることが多い。
また、放課後も社会体育や、部活動の夜練習などで開いていることが多い。

## 年間行事
- 入学式
- 新入生歓迎会
- 生徒総会
- 3年修学旅行
- 体育祭
- 部活動激励会
- 2年自然教室
- 生徒会選挙
- 1年校外学習
- 2年職場体験
- 合唱コンクール
- ふれあいバザー
- 3年生を送る会
- 卒業式
- 離任式

## 部活動
近年は特に運動部の活動は盛んで、剣道部、柔道部、陸上部などには、個人や団体で全国大会に出場する生徒もいる。
また、大会がある期間のみ、臨時に設置される特設の運動部がある。
文化部も個人の入賞などが多く、活動が盛んである。
- 剣道部
- 柔道部
- 陸上部
- 卓球部
- 野球部
- サッカー部
- バレーボール部
- バスケットボール部
- ソフトテニス部
- 美術部
- 吹奏楽部
- 書道部
- 演劇部
- 特設水泳部
- 特設硬式テニス部

## 委員会
- 生活委員会
- 保健委員会
- 環境委員会
- 放送委員会
- 図書委員会
- 給食委員会
- 学年委員会
- 奉仕委員会
- 選挙管理委員会
- 体育祭実行委員会
- 合唱コンクール実行委員会
- 自然教室.修学旅行等実行委員会
- 3年生を送る会実行委員会

## 出身者
- 相葉雅紀（嵐）
- 劇団ひとり（お笑い芸人）
- 山崎亮平（サッカー）
- 佐久間太一（サッカー）